# Яхья Ибрагим-паша
Яхья Ибрагим-паша (араб. يحى إبراهيم‎; 1861, Бахбшин, Бени-Суэйф, Египетский эялет — 22 марта 1936) — египетский государственный и политический деятель, занимавший пост премьер-министра Египта (15 марта 1923 — 26 января 1924), министр образования (1919—1920, 1922—1923, 1923—1924), министр юстиции (1923), министр финансов (1925—1926), председатель Сената Египта в 1925 году, юрист, судья, педагог.

## Биография
Учился в Большой коптской школе Каира, в 1880 году окончил юридический факультет университета и стал доцентом в спецшколе Альссона (1880—1881). В 1881—1882 годах преподавал в Школе права, был деканом факультета управления (1884—1888).
В 1888—1889 годах занимал должность заместителя судьи в Александрийском гражданском суде, судья с 1889 года, в 1889—1891 годах — председатель суда Бени-Суэйф, поверенный суда Мансуры (1891—1892), затем был переведен в Апелляционный суд по гражданским делам (1893).
Занимал пост министра образования Египта (1919—1920, 1922—1923, 1923—1924). В годы его правления  были открыты ночные курсы для обучения рабочих в разных районах страны.
С 15 марта 1923 по 26 января 1924 года работал премьер-министром Египта. К наиболее важным достижениям его правления относятся: издание первой конституции Египта (19 апреля 1923).
Будучи министром юстиции издал многочисленные законы, в том числе закон о выборах.
В 1925 годы был основателем и главой Иттихад или Партия Союза. В том же году был назначен главой Сената Египта.